# Zungenstendel
Zungenstendel (Serapias) ist eine Gattung in der Familie der Orchideengewächse (Orchidaceae). Es sind ausdauernde krautige Knollengeophyten. Es gibt etwa 15 Arten und zahlreiche Hybriden. Sie kommen in Makaronesien, im südlichen Mitteleuropa und vom Mittelmeerraum bis zum Kaukasus vor.

## Arten und Unterarten

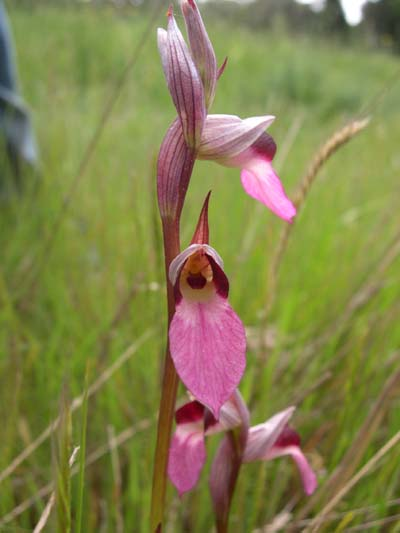
Einschwieliger Zungenstendel
(Serapias lingua)

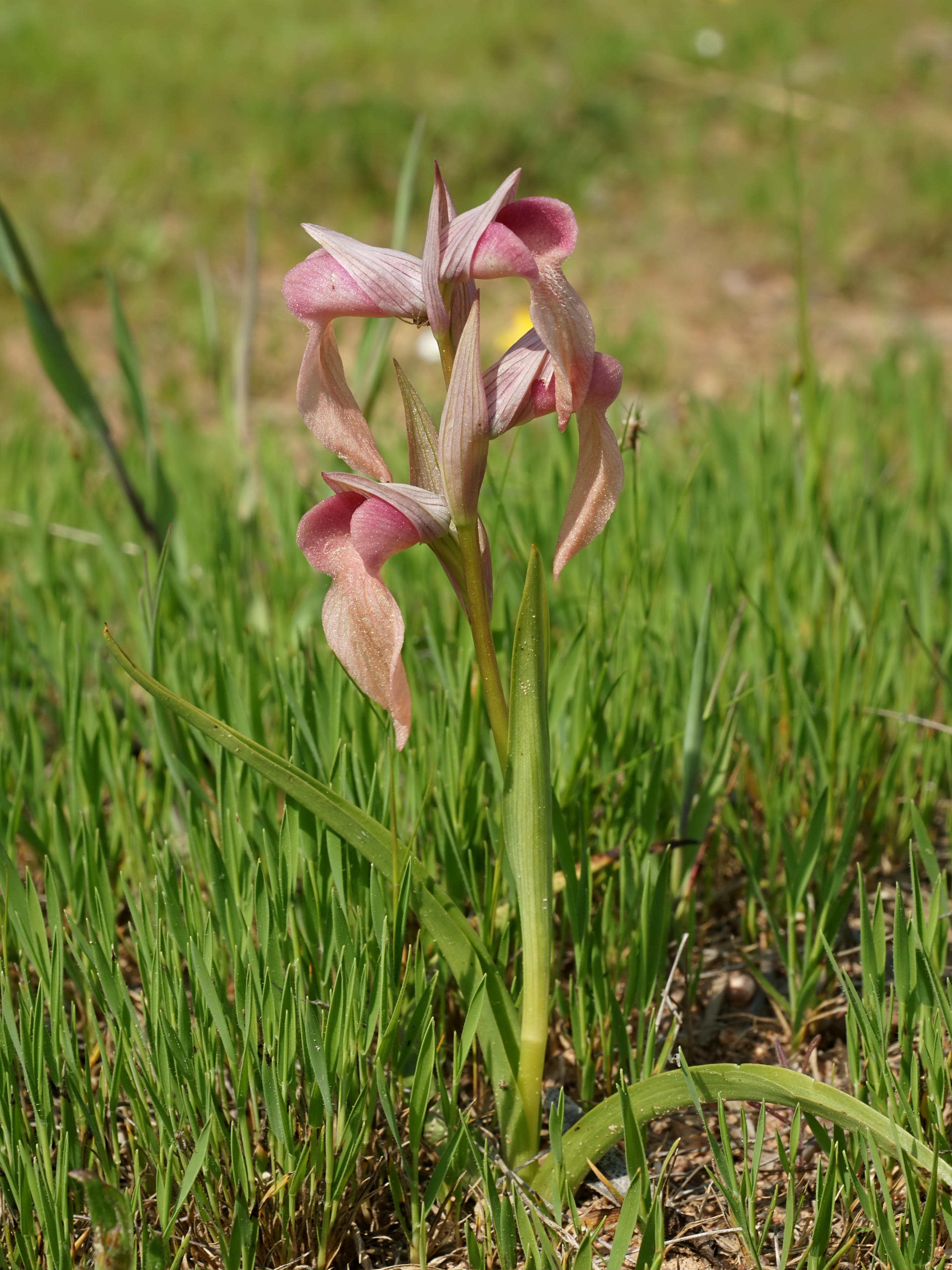
Verkannter Zungenstendel
(Serapias neglecta)

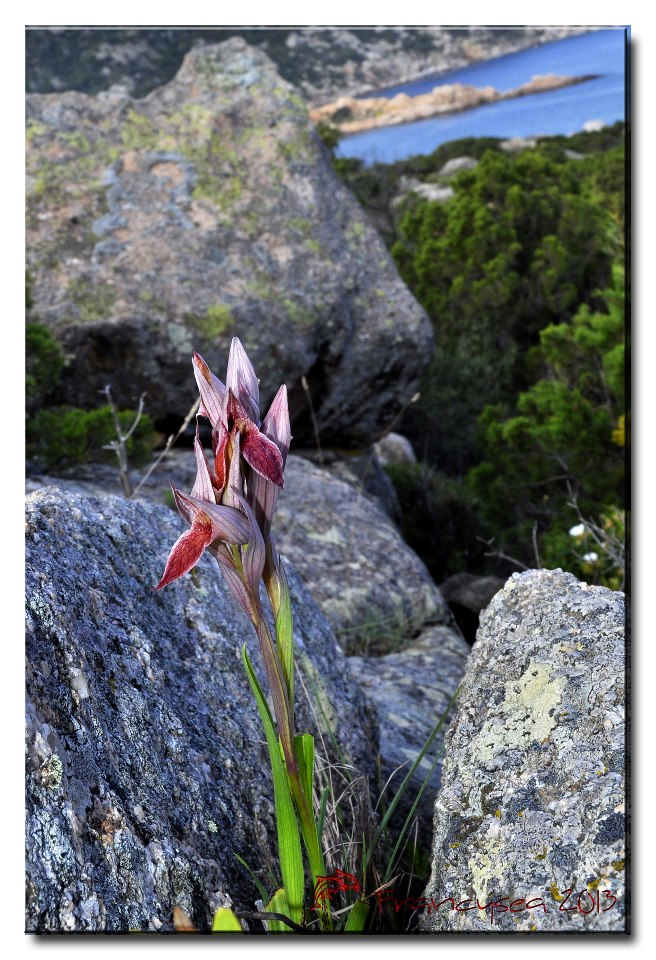
Nurra-Zungenstendel
(Serapias nurrica)

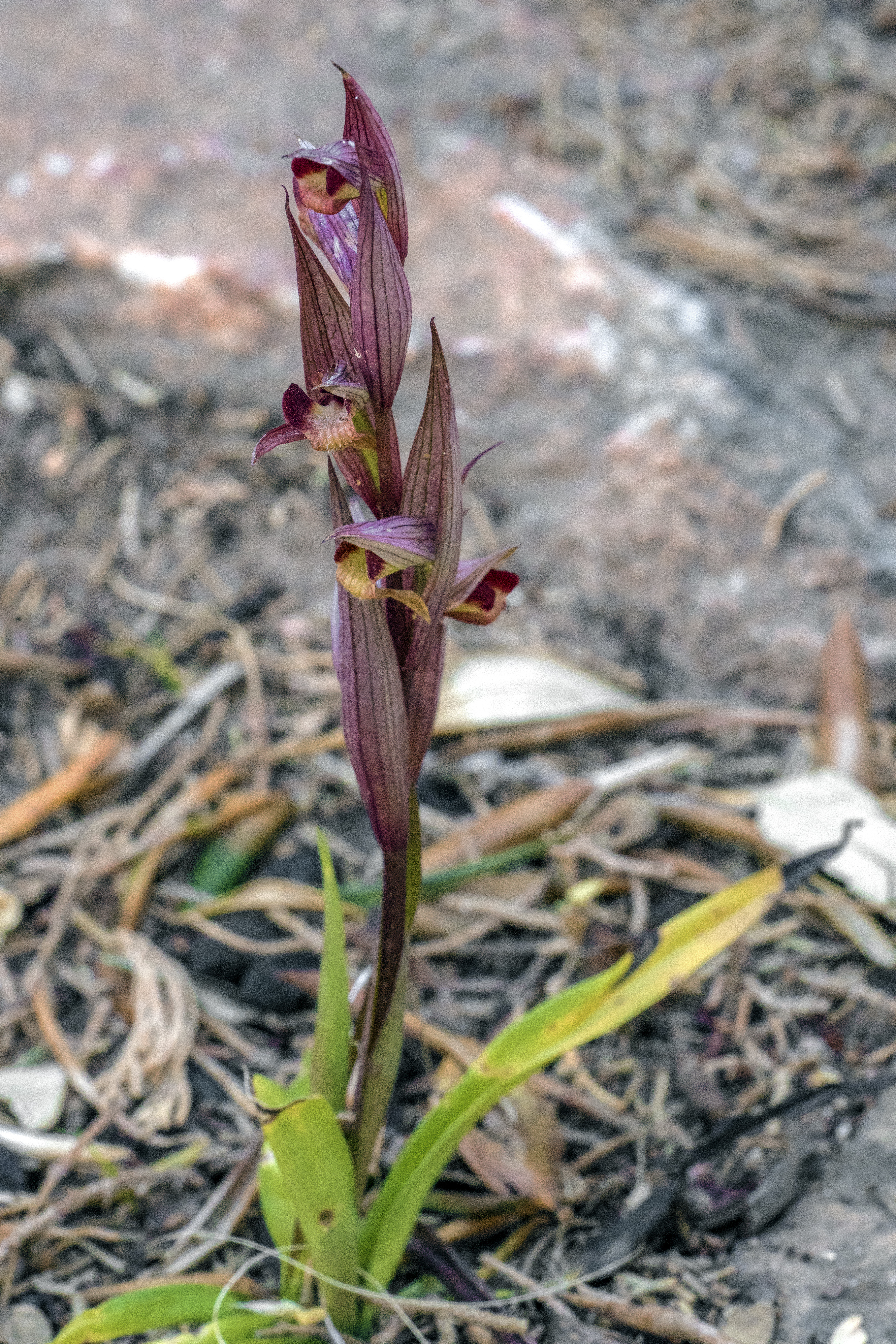
Schlankwüchsiger Zungenstendel
(Serapias bergonii)

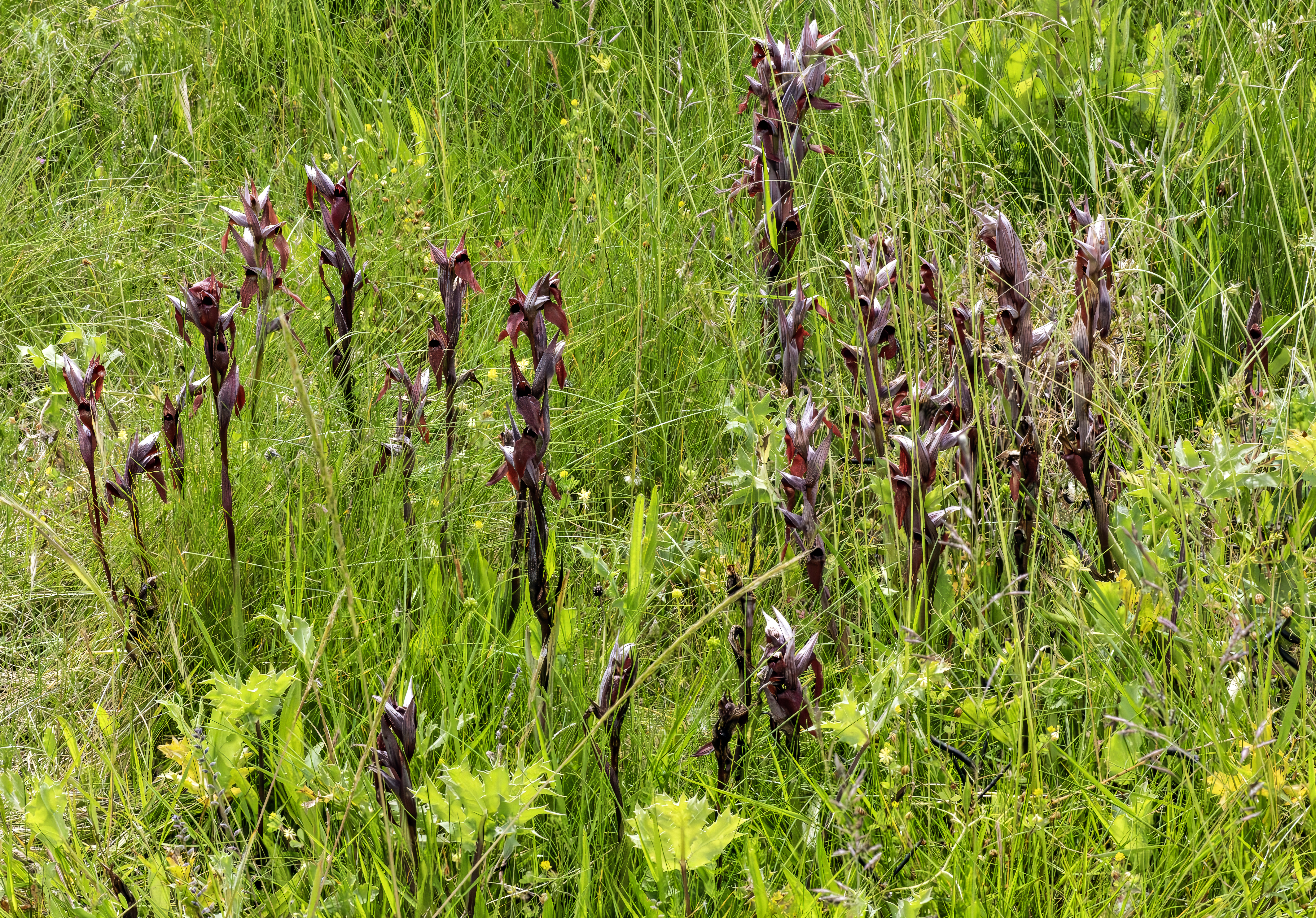
Pflugschar-Zungenstendel
(Serapias vomeracea)

- Serapias athwaghlisia Kreutz & Rebbas: Die 2015 erstbeschriebene Art kommt in Algerien vor.[1]
- Schlankwüchsiger Zungenstendel (Serapias bergonii E.G.Camus): Er kommt von Süditalien bis zur Türkei vor in  Höhenlagen zwischen 0 und 1000 Metern Meereshöhe.[1][2]
- Herzförmiger Zungenstendel (Serapias cordigera L.): Mit den Unterarten:
  - Azoren-Zungenstendel (Serapias cordigera subsp. azorica (Schltr.) Soó): Er kommt auf den Azoren vor,[1]
  - Serapias cordigera subsp. cordigera (Syn.: Serapias lorenziana H.Baumann & Künkele): Sie kommt vom südlichen Mitteleuropa bis zum Mittelmeergebiet vor.[1]
  - Serapias cordigera subsp. cossyrensis (B.Baumann & H.Baumann) Kreutz: Sie kommt nur auf Pantelleria vor.[1]
  - Kretischer Zungenstendel (Serapias cordigera subsp. cretica B.Baumann & H.Baumann): Er kommt auf Kreta vor.[1]
  - Serapias cordigera subsp. lucana R.Lorenz & V.A.Romano: Sie kommt in Italien vor.[1]
- Serapias frankavillae Cristaudo, Galesi & R.Lorenz: Die 2009 erstbeschriebene Art kommt in Sizilien vor.[1]
- Serapias guadinae Lumare, Medagli & Biagioli: Die 2017 erstbeschriebene Art kommt in Italien vor.[1]
- Einschwieliger Zungenstendel (Serapias lingua L.)
- Serapias maria F.M.Vázquez: Die 2008 erstbeschriebene Art kommt in Portugal und Spanien vor.[1]
- Verkannter Zungenstendel (Serapias neglecta De Not.): Mit den Unterarten:
  - Serapias neglecta subsp. apulica Landwehr: Sie kommt im südöstlichen Italien vor.[1]
  - Serapias neglecta subsp. neglecta: Sie kommt im westlichen und im zentralen Mittelmeergebiet vor in Höhenlagen zwischen 0 und 600 Metern Meereshöhe.[1][2]
- Nurra-Zungenstendel (Serapias nurrica Corrias). Mit den Unterarten:
  - Serapias nurrica subsp. argensii M.Gerbaud & O.Gerbaud: Sie kommt in Südfrankreich vor.[1]
  - Serapias nurrica subsp. nurrica: Sie kommt im westlichen und im zentralen Mittelmeergebiet vor in Höhenlagen zwischen 0 und 500 Metern, in Sizilien sogar 1000 Metern Meereshöhe.[1][2]
- Südfranzösischer Zungenstendel (Serapias olbia Verg.): Sie kommt in der südöstlichen Provence und im nördlichen Korsika in Höhenlagen zwischen 0 und 200 Metern Meereshöhe vor.[2]
- Orientalischer Zungenstendel (Serapias orientalis (Greuter) H.Baumann & Künkele). Mit den Unterarten:
  - Serapias orientalis subsp. apulica H.Baumann & Künkele: Sie kommt in Apulien vor in Höhenlagen zwischen 0 und 500 Metern Meereshöhe.[2]
  - Serapias orientalis subsp. levantina (H.Baumann & Künkele) Kreutz: Sie kommt von Zypern und der Türkei bis Israel vor in Höhenlagen zwischen 0 und 550 Metern Meereshöhe.[1][2]
  - Ionischer Zungenstendel (Serapias orientalis subsp. orientalis, Syn.: Serapias neglecta subsp. ionica (H.Baumann & Künkele) H.Baumann & R.Lorenz): Er kommt vom östlich-zentralen und östlichen Mittelmeergebiet bis Transkaukasien vor.[1]
  - Sizilianischer Zungenstendel (Serapias orientalis subsp. siciliensis Bartolo & Pulv.): Er kommt im südöstlichen Sizilien in Höhenlagen zwischen 0 und 450 Metern Meereshöhe vor.[1][2]
- Kleinblütiger Zungenstendel (Serapias parviflora Parl.): Er kommt auf den Kanarischen Inseln und im Mittelmeerraum vor in Höhenlagen zwischen 0 und 1200 Metern Meereshöhe.[1][2]
- Estremadura-Zungenstendel (Serapias perez-chiscanoi Acedo): Er kommt im westlichen Portugal und im westlichen Spanien vor in Höhenlagen zwischen 0 und 400 Metern Meereshöhe.[1][2]
- Aphrodite-Zungenstendel (Serapias politisii Renz, Syn.: Serapias bergonii var. aphroditae (P.Delforge) H.Baumann & R.Lorenz): Er kommt von Südosteuropa bis zur südwestlichen Türkei vor.[1]
- Aufrechter Zungenstendel  (Serapias strictiflora Welw. ex Veiga): Er kommt vom westlichen Mittelmeergebiet bis zum westlichen Italien in Höhenlagen zwischen 0 und 900 Metern Meereshöhe vor.[1][2]
- Pflugschar-Zungenstendel (Serapias vomeracea (Burm.f.) Briq.): Er kommt im südlichen Mitteleuropa und vom Mittelmeergebiet bis zum westlichen Kaukasus vor.[1]

## Hybriden
- Serapias × alberti E.G.Camus = Serapias neglecta × Serapias vomeracea: Südeuropa.[1]
- Serapias × ambigua Rouy ex E.G.Camus = Serapias cordigera × Serapias lingua: Mittelmeergebiet.[1]
- Serapias × ambigua nothosubsp. ambigua = Serapias cordigera subsp. cordigera × Serapias lingua: Mittelmeergebiet.[1]
- Serapias × ambigua nothosubsp. panormosana B.Baumann & H.Baumann = Serapias cordigera subsp. cretica × Serapias lingua: Kreta.[1]
- Serapias × barsellae Lumare & Medagli = Serapias bergonii × Serapias parviflora: Südeuropa.[1]
- Serapias × broeckii A.Camus = Serapias parviflora × Serapias vomeracea: Südeuropa.[1]
- Serapias × cypria H.Baumann & Künkele = Serapias bergonii × Serapias levantina: Zypern.[1]
- Serapias × demadesii Renz = Serapias bergonii × Serapias lingua: Südosteuropa.[1]
- Serapias × euxina H.Baumann & Künkele = Serapias bergonii × Serapias orientalis: Türkei.[1]
- Serapias × fallax Soó = Serapias bergonii × Serapias vomeracea: Südosteuropa bis östliche Ägäis.[1]
- Serapias × garganica H.Baumann & Künkele = Serapias orientalis subsp. apulica × Serapias vomeracea: Italien.[1]
- Serapias × godferyi A.Camus = Serapias cordigera × Serapias neglecta: Südeuropa.[1]
- Serapias × godferyi nothosubsp. gennaioi (Turco & Medagli) J.M.H.Shaw = Serapias cordigera × Serapias neglecta subsp. apulica: Italien.[1]
- Serapias × godferyi nothosubsp. godferyi = Serapias cordigera × Serapias neglecta subsp. neglecta: Südeuropa.[1]
- Serapias × halacsyana Soó = Serapias bergonii × Serapias cordigera: Zentrales und östliches Mittelmeergebiet.[1]
- Serapias × hildae-margaritae G.Keller = Serapias neglecta × Serapias parviflora: Südeuropa.[1]
- Serapias × intermedia Forest. ex F.W.Schultz = Serapias lingua × Serapias vomeracea: Mittelmeergebiet.[1]
- Serapias × kelleri A.Camus = Serapias cordigera × Serapias vomeracea: Mittelmeergebiet.[1]
- Serapias × liana F.M.Vázquez = Serapias lingua × Serapias maria: Spanien.[1]
- Serapias × lupiensis Medagli = Serapias lingua × Serapias politisii: Italien.[1]
- Serapias × meridionalis E.G.Camus = Serapias lingua × Serapias neglecta: Südeuropa.[1]
- Serapias × occidentalis C.Venhuis & P.Venhuis = Serapias cordigera × Serapias maria: Portugal und Spanien.[1]
- Serapias × oulmesiaca H.Baumann & Künkele =  Serapias lingua × Serapias lorenziana: Marokko.[1]
- Serapias × provincialis H.Baumann & Künkele = Serapias cordigera × Serapias olbia: Frankreich.[1]
- Serapias × pulae Perko = Serapias neglecta subsp. apulica × Serapias lingua: Nordwestliche Balkanhalbinsel.[1]
- Serapias × rainei E.G.Camus = Serapias cordigera × Serapias parviflora: Westliches und zentrales Mittelmeergebiet.[1]
- Serapias × sitiae Renz = Serapias lingua × Serapias orientalis: Südosteuropa.[1]
- Serapias × sitiae nothosubsp. aquatinae Lumare & Medagli = Serapias lingua × Serapias orientalis subsp. apulica: Italien.[1]
- Serapias × sitiae nothosubsp. sitiae =  Serapias lingua × Serapias orientalis subsp. orientalis: Kreta.[1]
- Serapias × todaroi Tineo = Serapias lingua × Serapias parviflora: Mittelmeergebiet.[1]
- Serapias × venhuisia F.M.Vázquez = Serapias lingua × Serapias perez-chiscanoi: Spanien.[1]
- Serapias × walravensiana P.Delforge = Serapias orientalis subsp. carica × Serapias lingua: Griechenland.[1]
- Serapias × wettsteinii H.Fleischm. = Serapias bergonii × Serapias orientalis: Südosteuropa bis Türkei.[1]
- Serapias × wettsteinii nothosubsp. frigolae Lumare & Medagli = Serapias bergonii × Serapias orientalis subsp. apulica: Italien.[1]
- Serapias × wettsteinii nothosubsp. halicarnassia H.Baumann & Künkele = Serapias bergonii × Serapias orientalis subsp. carica: Türkei.[1]
- Serapias × wettsteinii nothosubsp. wettsteinii = Serapias bergonii × Serapias orientalis subsp. orientalis: Kreta.[1]